# Vương Thuấn Hoa
Vương Thuấn Hoa (chữ Hán: 王蕣華) là hoàng hậu của Nam Tề Hòa Đế Tiêu Bảo Dung trong lịch sử Trung Quốc.

## Tiểu sử
Ông nội của Vương Thuấn Hoa là tể tướng Vương Kiệm. Gia tộc của bà (Lang Tà Vương thị) là một trong 2 gia tộc quyền lực nhất giai đoạn Nam-Bắc triều (Tuy nhiên, vài sử gia cho rằng con trai của Vương Kiệm không phải là cha bà).
Một thời điểm nào đó từ 494 đến 499, Tiêu Bảo Dung khi ông còn là Tùy quận vương đã kết hôn với Vương Thuấn Hoa. Lúc này, Vương thị mang tước hiệu Tùy quận vương phi. Cũng có thể, khi Tiêu trở thành Nam Khang vương năm 499, Vương thị đổi tước hiệu thành Nam Khang vương phi.
Năm 501, Tiêu Bảo Dung lên ngôi, trở thành Nam Tề Hòa Đế do các đại tướng Tiêu Dĩnh Trụ (蕭穎冑) và Tiêu Diễn nổi loạn phế truất người anh em Tiêu Bảo Quyển. Vương Thuấn Hoa được sắc phong thành hoàng hậu.
Đến cuối mùa xuân năm 502, Tiêu Diễn đã buộc Hòa Đế ban chiếu chỉ nhường ngôi lại cho ông ta, chấm dứt triều Nam Tề và mở ra triều Lương. Tiêu Diễn (tức Lương Vũ Đế) ban đầu phong Tiêu Bảo Dung là Ba Lăng vương. Tuy nhiên, chỉ một ngày sau đó đã cử người đến ám sát Tiêu Bảo Dung. Còn Vương Thuấn Hoa được phong làm Ba Lăng vương phi. Từ đó không còn ghi chép lịch sử nào về Vương hoàng hậu, không biết khi nào qua đời.